# Cassida atrata
Cassida atrata es un coleóptero de la familia Chrysomelidae.
Fue descrita científicamente por primera vez en 1787 por Fabricius.